# Pervomáiskoye (Staromínskaya, Krasnodar)
Pervomáiskoye (del ruso: Первомайское) es un selo del raión de Staromínskaya del krai de Krasnodar, en Rusia. Está situado junto a la frontera septentrional del krai, más allá de cual se halla el óblast de Rostov, 18 km al nordeste de Staromínskaya y 179 km al norte de Krasnodar, la capital del krai. Tenía 91 habitantes en 2010.
Pertenece al municipio Kanelovskoye.